# Segunda División de España 1957-58
La temporada 1957–58 de la Segunda División de España de fútbol corresponde a la 27ª edición del campeonato y se disputó entre el 15 de septiembre de 1957 y el 1 de junio de 1958 en su fase regular. Posteriormente se disputó la promoción de permanencia entre el 22 de junio y el 29 de junio.
Los campeones de Segunda División fueron el Real Oviedo CF y el Real Betis.

## Sistema de competición
La Segunda División de España 1957/58 fue organizada por la Federación Española de Fútbol (RFEF).
El campeonato contó con la participación de 36 clubes divididos en dos grupos de 18 equipos cada uno, agrupándose por criterios de proximidad geográfica, y se disputó siguiendo un sistema de liga, de modo que los 18 equipos de cada grupo se enfrentaron entre sí, todos contra todos en dos ocasiones -una en campo propio y otra en campo contrario- sumando un total de 34 jornadas. El orden de los encuentros se decidió por sorteo antes de empezar la competición.
Se estableció una clasificación con arreglo a los puntos obtenidos en cada enfrentamiento, a razón de dos por partido ganado, uno por empatado y ninguno en caso de derrota. En caso de empate a puntos entre dos o más clubes en la clasificación, se tuvo en cuenta el mayor cociente de goles. 
Los primeros clasificados de cada grupo ascendieron directamente a Primera División.
La Federación Española de Fútbol decidió reducir la categoría a 32 clubes para la temporada siguiente. Los cuatro últimos clasificados de cada grupo descendieron directamente a Tercera División, mientras que los decimoterceros y decimocuartos clasificados jugaron la promoción de permanencia ante los cuatro mejores subcampeones de ascenso de Tercera División en eliminatorias directas a doble partido.

## Clubes participantes
| Datos de ascensos y descensos con respecto a la temporada anterior |
| --- |
| RC Deportivo de La Coruña y CD Condal descienden de Primera División. Real Gijón CF y Granada CF ascienden a Primera División. CD Baracaldo, Burgos CF, CD Castellón, España Algeciras CF, UD Lérida, CD Logroñés, CD Mestalla y Puente Genil CF descienden a Tercera División. CD Alcoyano, CD Basconia, AD Plus Ultra y RC Recreativo de Huelva ascienden a Segunda División. |

### Grupo I
| Equipo                                     | Ciudad      | Estadio              |
| ------------------------------------------ | ----------- | -------------------- |
| Real Avilés Club de Fútbol                 | Avilés      | La Exposición        |
| Club Deportivo Basconia                    | Basauri     | Pedro López Cortázar |
| Caudal Deportivo                           | Mieres      | El Batán             |
| Club Deportivo Condal                      | Barcelona   | Les Corts            |
| Cultural y Deportiva Leonesa               | León        | La Puentecilla       |
| Deportivo Alavés                           | Vitoria     | Mendizorroza         |
| Real Club Deportivo de La Coruña           | La Coruña   | Riazor               |
| Sociedad Deportiva Eibar                   | Éibar       | Ipurúa               |
| Club Ferrol                                | Ferrol      | Manuel Rivera        |
| Gerona Club de Fútbol                      | Gerona      | Vista Alegre         |
| Sociedad Deportiva Indauchu                | Bilbao      | Garellano            |
| Círculo Popular de La Felguera             | La Felguera | La Barraca           |
| Real Oviedo Club de Fútbol                 | Oviedo      | Buenavista           |
| Agrupación Deportiva Rayo Vallecano        | Madrid      | Vallecas             |
| Centro de Deportes Sabadell Club de Fútbol | Sabadell    | Cruz Alta            |
| Real Santander Sociedad Deportiva          | Santander   | El Sardinero         |
| Club Sestao                                | Sestao      | Las Llanas           |
| Club Deportivo Tarrasa                     | Tarrasa     | Obispo Irurita       |

### Grupo II
| Equipo                          | Ciudad                 | Estadio                    |
| ------------------------------- | ---------------------- | -------------------------- |
| Club Deportivo Alcoyano         | Alcoy                  | El Collao                  |
| Alicante Club de Fútbol         | Alicante               | Bardín                     |
| Club Atlético de Ceuta          | Ceuta                  | Alfonso Murube             |
| Club Deportivo Badajoz          | Badajoz                | El Vivero                  |
| Real Betis Balompié             | Sevilla                | Heliópolis                 |
| Cádiz Club de Fútbol            | Cádiz                  | Ramón de Carranza          |
| Córdoba Club de Fútbol          | Córdoba                | El Arcángel                |
| Club Deportivo Eldense          | Elda                   | El Parque                  |
| Club de Fútbol Extremadura      | Almendralejo           | Francisco de la Hera       |
| Hércules Club de Fútbol         | Alicante               | La Viña                    |
| Jerez Club Deportivo            | Jerez de la Frontera   | Domecq                     |
| Levante Unión Deportiva         | Valencia               | Vallejo                    |
| Club Deportivo Málaga           | Málaga                 | La Rosaleda                |
| Club Real Murcia                | Murcia                 | La Condomina               |
| Agrupación Deportiva Plus Ultra | Madrid                 | Velódromo de Ciudad Lineal |
| Real Club Recreativo de Huelva  | Huelva                 | Estadio Municipal          |
| Club Deportivo San Fernando     | San Fernando           | Marqués de Varela          |
| Club Deportivo Tenerife         | Santa Cruz de Tenerife | Heliodoro Rodríguez López  |

## Resultados y clasificaciones

### Grupo I

#### Clasificación
| Pos. | Equipo                    | Pts. | PJ | G  | E  | P  | GF | GC | Dif. | Clasificación                     |
| ---- | ------------------------- | ---- | -- | -- | -- | -- | -- | -- | ---- | --------------------------------- |
| 1    | Real Oviedo C. F. (C, A)  | 50   | 34 | 21 | 8  | 5  | 73 | 22 | +51  | Ascenso a Primera División        |
| 2    | C. D. Sabadell C. F.      | 50   | 34 | 23 | 4  | 7  | 61 | 28 | +33  |                                   |
| 3    | Real Santander S. D.      | 40   | 34 | 18 | 4  | 12 | 58 | 46 | +12  |                                   |
| 4    | S. D. Indauchu            | 39   | 34 | 16 | 7  | 11 | 64 | 41 | +23  |                                   |
| 5    | C. D. Condal              | 37   | 34 | 16 | 5  | 13 | 56 | 40 | +16  |                                   |
| 6    | A. D. Rayo Vallecano      | 34   | 34 | 12 | 10 | 12 | 44 | 43 | +1   |                                   |
| 7    | Deportivo Alavés          | 33   | 34 | 13 | 7  | 14 | 47 | 44 | +3   |                                   |
| 8    | C. D. Basconia            | 33   | 34 | 12 | 9  | 13 | 39 | 56 | −17  |                                   |
| 9    | Gerona C. F.              | 33   | 34 | 14 | 5  | 15 | 42 | 57 | −15  |                                   |
| 10   | Club Sestao               | 32   | 34 | 12 | 8  | 14 | 40 | 48 | −8   |                                   |
| 11   | Real Avilés C. F.         | 32   | 34 | 12 | 8  | 14 | 52 | 70 | −18  |                                   |
| 12   | Club Ferrol               | 32   | 34 | 13 | 6  | 15 | 45 | 58 | −13  |                                   |
| 13   | R. C. Deportivo La Coruña | 32   | 34 | 14 | 4  | 16 | 52 | 52 | 0    | Acceso a Promoción de permanencia |
| 14   | C. D. Tarrasa             | 30   | 34 | 12 | 6  | 16 | 57 | 61 | −4   | Acceso a Promoción de permanencia |
| 15   | Caudal Deportivo (D)      | 29   | 34 | 11 | 7  | 16 | 34 | 40 | −6   | Descenso a Tercera División       |
| 16   | Cultural Leonesa (D)      | 28   | 34 | 11 | 6  | 17 | 38 | 48 | −10  | Descenso a Tercera División       |
| 17   | S. D. Eibar (D)           | 25   | 34 | 8  | 9  | 17 | 39 | 55 | −16  | Descenso a Tercera División       |
| 18   | C. P. La Felguera (D)     | 23   | 34 | 8  | 7  | 19 | 38 | 70 | −32  | Descenso a Tercera División       |

 Fuente: BDFutbol
Criterios de clasificación: Puntos · Diferencia de goles · Goles a favor · Play-off

#### Resultados
| Local \ Visitante         | ALV | AVI | BAS | CAU | CON | CUL | DEP | EIB | FER | GER | IND | FEL  | OVI | RAY | RSA | SAB | SES | TAR |
| ------------------------- | --- | --- | --- | --- | --- | --- | --- | --- | --- | --- | --- | ---- | --- | --- | --- | --- | --- | --- |
| Deportivo Alavés          | —   | 0–2 | 3–1 | 1–0 | 3–0 | 1–2 | 3–1 | 3–2 | 1–2 | 3–0 | 0–0 | 0–1  | 2–2 | 1–1 | 2–1 | 0–3 | 2–0 | 5–0 |
| Real Avilés C. F.         | 2–2 | —   | 5–2 | 2–0 | 1–2 | 1–0 | 1–1 | 3–2 | 3–3 | 3–1 | 6–2 | 1–0  | 0–5 | 1–0 | 0–0 | 2–2 | 2–3 | 2–1 |
| C. D. Basconia            | 1–1 | 3–2 | —   | 1–1 | 1–0 | 1–1 | 1–5 | 1–1 | 3–0 | 3–0 | 1–6 | 1–1  | 1–0 | 0–0 | 0–1 | 2–0 | 1–0 | 4–0 |
| Caudal Deportivo          | 0–1 | 2–2 | 0–1 | —   | 2–0 | 1–0 | 1–0 | 3–0 | 4–0 | 0–1 | 2–0 | 2–2  | 0–0 | 3–1 | 1–1 | 0–0 | 2–1 | 1–0 |
| C. D. Condal              | 0–1 | 5–1 | 5–0 | 1–2 | —   | 2–1 | 5–0 | 2–0 | 4–1 | 4–2 | 1–0 | 0–1  | 1–1 | 2–0 | 2–1 | 3–0 | 2–2 | 0–0 |
| Cultural Leonesa          | 1–0 | 1–1 | 1–2 | 4–0 | 0–2 | —   | 4–0 | 0–2 | 1–0 | 2–3 | 2–0 | 3–0  | 2–0 | 0–0 | 1–3 | 0–1 | 0–0 | 3–2 |
| R. C. Deportivo La Coruña | 2–0 | 1–2 | 2–1 | 1–2 | 3–1 | 3–0 | —   | 2–1 | 0–1 | 5–0 | 1–1 | 3–0  | 2–0 | 0–0 | 2–6 | 2–1 | 5–0 | 2–1 |
| S. D. Eibar               | 0–0 | 2–0 | 5–0 | 1–0 | 1–2 | 4–4 | 3–1 | —   | 0–3 | 1–2 | 1–0 | 1–1  | 2–2 | 1–2 | 2–0 | 2–0 | 1–1 | 1–3 |
| Club Ferrol               | 2–1 | 0–0 | 0–1 | 2–0 | 2–0 | 1–0 | 2–1 | 3–0 | —   | 3–0 | 5–1 | 3–2  | 1–4 | 2–1 | 1–4 | 1–3 | 0–0 | 1–1 |
| Gerona C. F.              | 3–2 | 6–0 | 0–0 | 2–1 | 0–0 | 3–1 | 2–1 | 0–0 | 0–0 | —   | 1–0 | 3–1  | 0–0 | 2–0 | 1–0 | 0–2 | 5–1 | 3–0 |
| S. D. Indauchu            | 2–0 | 6–0 | 1–2 | 1–0 | 1–2 | 5–0 | 1–0 | 4–0 | 4–0 | 3–0 | —   | 3–0  | 1–0 | 5–2 | 3–0 | 2–0 | 2–2 | 3–1 |
| C. P. La Felguera         | 2–2 | 2–0 | 3–2 | 1–0 | 1–1 | 0–1 | 1–0 | 1–1 | 3–1 | 2–0 | 0–3 | —    | 0–1 | 2–2 | 2–3 | 1–2 | 1–3 | 0–1 |
| Real Oviedo C. F.         | 3–0 | 3–1 | 0–0 | 4–0 | 1–0 | 2–0 | 5–1 | 2–0 | 4–1 | 3–0 | 5–0 | 3–1  | —   | 6–1 | 1–0 | 1–0 | 2–0 | 3–0 |
| A. D. Rayo Vallecano      | 3–0 | 3–2 | 2–0 | 0–0 | 4–2 | 1–0 | 0–0 | 1–1 | 2–0 | 4–0 | 1–1 | 5–0  | 0–2 | —   | 1–0 | 0–1 | 1–0 | 2–0 |
| Real Santander S. D.      | 3–2 | 3–1 | 1–1 | 2–1 | 3–1 | 3–0 | 2–3 | 2–1 | 1–0 | 3–0 | 0–0 | 3–2  | 1–5 | 3–2 | —   | 3–0 | 2–0 | 0–2 |
| C. D. Sabadell C. F.      | 1–0 | 5–1 | 5–0 | 2–1 | 1–0 | 3–0 | 2–1 | 3–0 | 3–0 | 3–1 | 2–2 | 3–1  | 1–0 | 1–0 | 3–0 | —   | 2–1 | 3–0 |
| Club Sestao               | 0–1 | 0–1 | 1–0 | 1–0 | 0–2 | 0–2 | 2–0 | 1–0 | 4–2 | 2–0 | 1–1 | 3–2  | 1–1 | 3–0 | 3–2 | 0–0 | —   | 2–3 |
| C. D. Tarrasa             | 1–4 | 2–1 | 3–1 | 4–2 | 3–2 | 1–1 | 0–1 | 3–0 | 2–2 | 4–1 | 3–0 | 10–1 | 2–2 | 2–2 | 0–1 | 1–3 | 1–2 | —   |

### Grupo II

#### Clasificación
| Pos. | Equipo                         | Pts. | PJ | G  | E  | P  | GF | GC | Dif. | Clasificación                     |
| ---- | ------------------------------ | ---- | -- | -- | -- | -- | -- | -- | ---- | --------------------------------- |
| 1    | Real Betis (C, A)              | 42   | 34 | 18 | 6  | 10 | 66 | 42 | +24  | Ascenso a Primera División        |
| 2    | C. D. Tenerife                 | 38   | 34 | 15 | 8  | 11 | 61 | 40 | +21  |                                   |
| 3    | Real Murcia C. F.              | 38   | 34 | 15 | 8  | 11 | 54 | 42 | +12  |                                   |
| 4    | Levante U. D.                  | 37   | 34 | 15 | 7  | 12 | 65 | 48 | +17  |                                   |
| 5    | Hércules C. F.                 | 36   | 34 | 15 | 6  | 13 | 57 | 54 | +3   |                                   |
| 6    | C. D. San Fernando             | 36   | 34 | 14 | 8  | 12 | 51 | 45 | +6   |                                   |
| 7    | A. D. Plus Ultra               | 36   | 34 | 13 | 10 | 11 | 55 | 53 | +2   |                                   |
| 8    | C. D. Eldense                  | 35   | 34 | 14 | 7  | 13 | 57 | 68 | −11  |                                   |
| 9    | C. F. Extremadura              | 35   | 34 | 15 | 5  | 14 | 51 | 63 | −12  |                                   |
| 10   | Cádiz C. F.                    | 35   | 34 | 14 | 7  | 13 | 46 | 61 | −15  |                                   |
| 11   | Córdoba C. F.                  | 35   | 34 | 14 | 7  | 13 | 57 | 60 | −3   |                                   |
| 12   | C. D. Badajoz                  | 35   | 34 | 14 | 7  | 13 | 57 | 52 | +5   |                                   |
| 13   | Atlético de Ceuta              | 33   | 34 | 13 | 7  | 14 | 43 | 48 | −5   | Acceso a Promoción de permanencia |
| 14   | C. D. Málaga                   | 32   | 34 | 13 | 6  | 15 | 58 | 54 | +4   | Acceso a Promoción de permanencia |
| 15   | R. C. Recreativo de Huelva (D) | 32   | 34 | 13 | 6  | 15 | 49 | 53 | −4   | Descenso a Tercera División       |
| 16   | Jerez C. D. (D)                | 32   | 34 | 12 | 8  | 14 | 50 | 46 | +4   | Descenso a Tercera División       |
| 17   | Alicante C. F. (D)             | 23   | 34 | 9  | 5  | 20 | 42 | 64 | −22  | Descenso a Tercera División       |
| 18   | C. D. Alcoyano (D)             | 22   | 34 | 9  | 4  | 21 | 54 | 80 | −26  | Descenso a Tercera División       |

 Fuente: BDFutbol
Criterios de clasificación: Puntos · Diferencia de goles · Goles a favor · Play-off

#### Resultados
| Local \ Visitante          | ALC | ALI | ATC | BAD | BET | CAD | COR | ELD | EXT | HER | JER | LEV | MAL | MUR | PLU | REC | SFE | TEN |
| -------------------------- | --- | --- | --- | --- | --- | --- | --- | --- | --- | --- | --- | --- | --- | --- | --- | --- | --- | --- |
| C. D. Alcoyano             | —   | 1–2 | 3–1 | 0–1 | 2–0 | 4–0 | 1–4 | 4–2 | 1–2 | 1–1 | 3–0 | 1–2 | 5–1 | 1–2 | 1–1 | 3–2 | 2–0 | 2–0 |
| Alicante C. F.             | 5–1 | —   | 3–1 | 0–2 | 0–2 | 1–0 | 2–1 | 1–1 | 3–3 | 1–2 | 2–2 | 1–3 | 2–1 | 1–2 | 1–2 | 3–0 | 2–0 | 2–0 |
| Atlético de Ceuta          | 3–0 | 2–0 | —   | 3–1 | 1–1 | 1–1 | 3–2 | 2–1 | 4–1 | 2–1 | 1–0 | 0–0 | 0–1 | 1–0 | 3–0 | 1–0 | 2–2 | 1–0 |
| C. D. Badajoz              | 6–0 | 6–1 | 2–0 | —   | 2–0 | 1–5 | 3–1 | 0–1 | 5–2 | 2–2 | 3–0 | 0–0 | 2–1 | 1–1 | 5–2 | 2–1 | 2–2 | 1–0 |
| Real Betis                 | 3–1 | 3–1 | 0–1 | 6–3 | —   | 1–1 | 2–1 | 2–1 | 6–1 | 3–0 | 3–0 | 1–0 | 5–2 | 2–0 | 3–1 | 0–2 | 3–0 | 4–1 |
| Cádiz C. F.                | 2–2 | 2–0 | 2–1 | 0–0 | 2–1 | —   | 3–0 | 2–2 | 2–1 | 2–1 | 1–0 | 3–1 | 2–2 | 0–0 | 1–0 | 3–2 | 1–0 | 2–1 |
| Córdoba C. F.              | 4–1 | 0–0 | 4–2 | 2–1 | 0–2 | 2–0 | —   | 2–2 | 0–0 | 2–2 | 2–0 | 2–1 | 5–1 | 1–1 | 2–2 | 1–0 | 2–1 | 1–1 |
| C. D. Eldense              | 5–3 | 2–0 | 2–2 | 1–0 | 3–0 | 5–1 | 1–3 | —   | 2–1 | 0–0 | 2–0 | 3–1 | 2–1 | 2–1 | 2–1 | 2–0 | 2–1 | 3–3 |
| C. F. Extremadura          | 2–1 | 2–1 | 2–1 | 0–0 | 0–1 | 2–0 | 3–0 | 5–2 | —   | 2–1 | 5–0 | 4–1 | 2–0 | 2–1 | 0–0 | 2–1 | 1–0 | 2–1 |
| Hércules C. F.             | 4–2 | 3–1 | 4–0 | 4–0 | 2–0 | 1–0 | 1–0 | 3–1 | 5–2 | —   | 3–2 | 3–1 | 1–1 | 0–1 | 1–0 | 1–3 | 4–2 | 1–0 |
| Jerez C. D.                | 4–1 | 5–1 | 1–0 | 3–1 | 0–0 | 4–0 | 4–1 | 2–0 | 4–0 | 4–0 | —   | 2–1 | 2–3 | 1–0 | 2–0 | 1–1 | 0–0 | 1–1 |
| Levante U. D.              | 2–0 | 4–1 | 2–2 | 4–0 | 1–2 | 5–0 | 4–3 | 6–1 | 4–0 | 4–1 | 2–1 | —   | 2–1 | 1–1 | 1–1 | 3–0 | 1–0 | 1–0 |
| C. D. Málaga               | 2–2 | 2–0 | 1–0 | 3–0 | 2–2 | 0–2 | 1–2 | 6–1 | 2–0 | 3–0 | 4–3 | 1–1 | —   | 3–0 | 3–0 | 4–0 | 4–0 | 0–0 |
| Real Murcia C. F.          | 5–4 | 1–0 | 2–2 | 1–2 | 2–1 | 6–2 | 0–1 | 2–1 | 4–0 | 2–0 | 1–0 | 3–2 | 1–0 | —   | 6–1 | 7–0 | 0–0 | 0–0 |
| A. D. Plus Ultra           | 3–0 | 2–0 | 2–0 | 0–0 | 3–3 | 4–1 | 3–4 | 1–1 | 2–0 | 3–3 | 2–0 | 4–0 | 2–1 | 0–0 | —   | 2–0 | 3–2 | 2–0 |
| R. C. Recreativo de Huelva | 2–0 | 1–1 | 3–0 | 1–0 | 2–1 | 4–1 | 3–1 | 4–0 | 1–1 | 3–1 | 1–1 | 2–1 | 2–0 | 2–0 | 2–4 | —   | 1–1 | 1–2 |
| C. D. San Fernando         | 3–0 | 2–1 | 2–0 | 2–1 | 2–2 | 2–1 | 4–1 | 3–1 | 3–0 | 2–1 | 1–1 | 2–2 | 3–1 | 3–0 | 3–0 | 1–0 | —   | 2–1 |
| C. D. Tenerife             | 4–1 | 3–2 | 2–0 | 3–2 | 2–1 | 4–1 | 5–0 | 5–0 | 4–1 | 2–0 | 0–0 | 2–1 | 3–0 | 5–1 | 2–2 | 2–2 | 2–0 | —   |

## Promoción de permanencia
En la promoción de permanencia jugaron RC Deportivo de La Coruña y CD Tarrasa del Grupo I; Atlético Ceuta y CD Málaga del Grupo II; y UD Cartagenera, CD Castellón, CD Orense y UD Sans como equipos de Tercera División.
La promoción se jugó a doble partido a ida y vuelta con los siguientes resultados:
| 22 de junio de 1958 | CD Orense | 0:2 | RC Deportivo de La Coruña | José Antonio, Orense         |  |
|                     |           |     |                           | Asistencia: ??? espectadores |  |

| 29 de junio de 1958 | RC Deportivo de La Coruña | 2:1 | CD Orense | Riazor, La Coruña            |  |
|                     |                           |     |           | Asistencia: ??? espectadores |  |

- El RC Deportivo de La Coruña permanece en Segunda división.

| 22 de junio de 1958 | UD Sans | 2:3 | CD Tarrasa | Calle Galileo, Barcelona     |  |
|                     |         |     |            | Asistencia: ??? espectadores |  |

| 29 de junio de 1958 | CD Tarrasa | 0:0 | UD Sans | Obispo Irurita, Tarrasa      |  |
|                     |            |     |         | Asistencia: ??? espectadores |  |

- El CD Tarrasa permanece en Segunda división.

| 22 de junio de 1958 | UD Cartagenera | 2:2 | Atlético Ceuta | El Almarjal, Cartagena       |  |
|                     |                |     |                | Asistencia: ??? espectadores |  |

| 29 de junio de 1958 | Atlético Ceuta | 3:0 | UD Cartagenera | Alfonso Murube, Ceuta        |  |
|                     |                |     |                | Asistencia: ??? espectadores |  |

- El Atlético Ceuta permanece en Segunda división.

| 22 de junio de 1958 | CD Castellón | 1:0 | CD Málaga | Castalia, Castellón de la Plana |  |
|                     |              |     |           | Asistencia: ??? espectadores    |  |

| 29 de junio de 1958 | CD Málaga | 5:0 | CD Castellón | La Rosaleda, Málaga          |  |
|                     |           |     |              | Asistencia: ??? espectadores |  |

- El CD Málaga permanece en Segunda división.

## Resumen
Campeones de Segunda División:
| - Real Oviedo Club de Fútbol | - Real Betis Balompié |

Ascienden a Primera División:
| - Real Oviedo Club de Fútbol | - Real Betis Balompié |

Descienden a Tercera División: 
| Grupo I - Caudal Deportivo - Cultural y Deportiva Leonesa - Sociedad Deportiva Eibar - Círculo Popular de La Felguera | Grupo II - Real Club Recreativo de Huelva - Jerez Club Deportivo - Alicante Club de Fútbol - Club Deportivo Alcoyano |